# 中山宣親
中山 宣親（なかやま のぶちか）は、室町時代後期から戦国時代にかけての公卿。権大納言・中山親通の子。官位は正二位・権中納言。中山家11代。

## 経歴
後花園朝の長禄4年（1460年）叙爵。侍従、左近衛少将、蔵人頭、左近衛中将を歴任し、文明13年（1481年）参議に任じられ、公卿に列する。
永正3年（1506年）正二位に昇進するが、同年の9月に突然出家。法名は祐什。永正14年（1517年）薨去、享年60。子の康親が家督を継いだ。

## 官歴
『公卿補任』による
- 長禄4年（1460年） 11月某日：叙爵（従五位下）
- 文明6年（1474年） 4月13日：従五位上
- 文明年間：侍従
- 文明8年（1476年） 6月21日：正五位下
- 文明年間：左近衛少将
- 文明9年（1477年） 12月13日：従四位下。12月30日：蔵人頭・左近衛中将
- 文明10年（1478年） 5月23日：従四位上
- 文明11年（1479年） 正月5日：正四位下
- 文明12年（1480年） 8月28日：正四位上
- 文明13年（1481年） 8月29日：参議、左中将如元
- 文明15年（1483年） 某日：従三位
- 長享2年（1488年） 9月17日：権中納言
- 延徳3年（1491年） 7月4日：正三位
- 明応4年（1495年） 正月5日：従二位
- 永正3年（1506年） 2月3日：正二位。9月某日：出家（法名祐什）
- 永正14年（1517年） 10月4日：薨去、享年60

## 系譜
- 父：中山親通
- 母：権大納言典侍局[4]
- 妻：兼寿法印の娘[5]
  - 男子：中山康親（1485 - 1538）[3]
  - 三男：庭田重親（1495 - 1533） - 庭田重経の養子[5][3]
  - 男子：源雅 - 醍醐寺報恩院大僧正[6]
  - 男子：光深 - 興福寺修南院大僧正、広橋守光の養子[6]
  - 女子：興子 - 勧修寺尹豊妾[6]
  - 女子：教行寺兼琇律詩室[6]